# Colina dos Mirantes

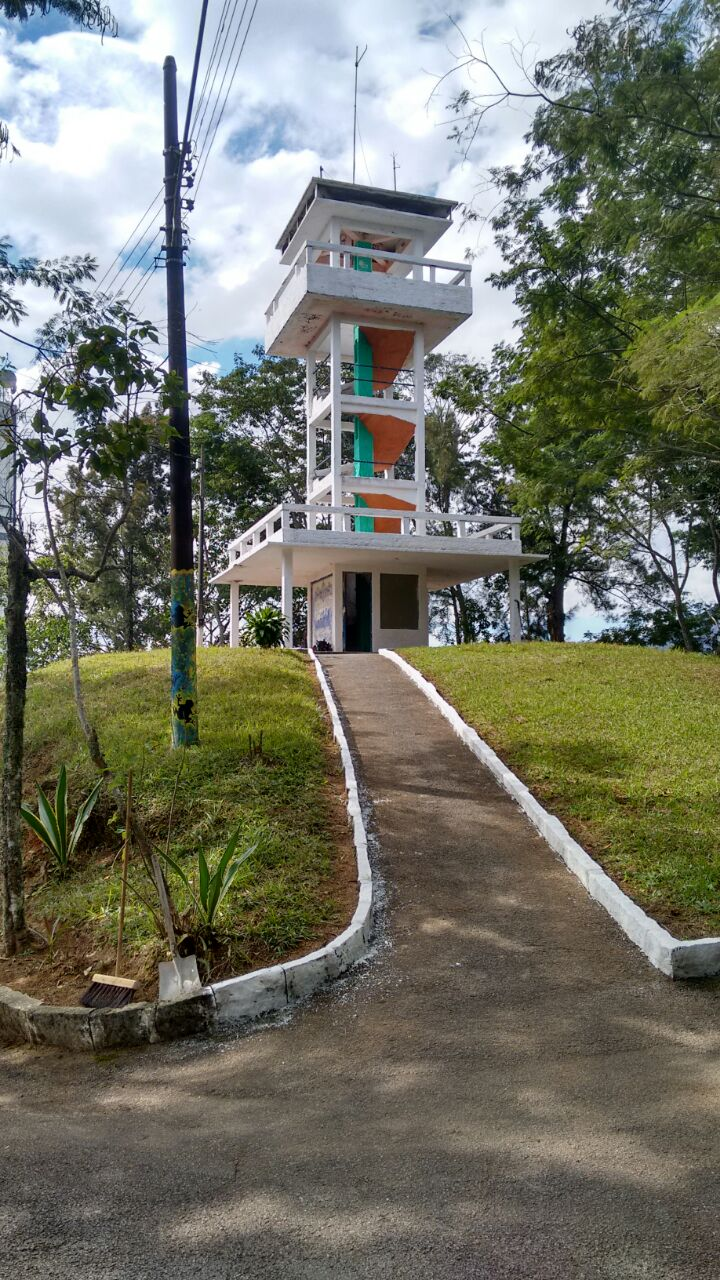
O Mirante, em junho de 2016.

Colina dos Mirantes (ou Mirante da Colina) é uma atração turística de Teresópolis, cidade do Interior do Rio de Janeiro, inaugurada em 6 de julho de 1968, data do 77º aniversário da cidade, pelo então prefeito Waldir Barbosa Moreira. Situada no cume do morro da Fazendinha, em uma altitude de 1 054 metros, proporciona ao visitante uma visão de toda a parte urbana da cidade, além do maciço da Serra dos Órgãos, sendo parte de um projeto da administração municipal da época para fomentar o turismo na região central da cidade, tornando-se rapidamente uma das atrações turísticas mais visitadas após sua inauguração.
Com intuito de oferecer à população de Teresópolis um local de lazer,  o local enfrenta atualmente um estado ruim de conservação, dado o abandono do poder público, que já anunciou por diversas vezes projetos de revitalização que nunca foram executados. As mais recentes iniciativas de revitalização foram promovidas pela própria população.

## História
O amplo terreno de aproximadamente 85 mil metros quadrados onde foi construído o mirante pertencia ao empresário Joaquim Rolla, e foi doado ao município em 1968 a pedido de Deraldo Portella, secretário do governo de Waldir Barbosa Moreira, prefeito de Teresópolis na época. O projeto do mirante foi esboçado pelo próprio Waldir com intuito de oferecer ao visitante uma vista panorâmica da parte urbana de Teresópolis, além das montanhas que a cerca.